# Robyn Esajas
Robyn Esajas (Rotterdam, 29 januari 2002) is een Nederlands voetballer met Surinaamse roots die doorgaans speelt als aanvaller. Hij komt in het seizoen 2024/25 uit voor MVV Maastricht, dat hem huurt van Fortuna Sittard.

## Clubcarrière
Esjas speelde in de jeugdopleidingen van Feyenoord, 1. FC Nürnberg en AZ. In het seizoen 2020/21 zat hij éénmaal op de bank bij Jong AZ in de Eerste divisie, maar het kwam niet tot een debuut. In januari 2023 sloot Esajas aan bij ADO Den Haag. In de eerste speelronde van het seizoen 2023/24 maakte hij zijn debuut voor ADO, tegen De Graafschap (0-0). Hij begon in de basis. Esajas mocht nog drie wedstrijden invallen, wat zijn totaal op vier wedstrijden voor ADO bracht.
Medio 2024 werd Esajas overgenomen door Fortuna Sittard, dat hem direct verhuurde aan MVV Maastricht. Hij debuteerde op 8 september 2024, tegen Telstar (0-4). Met nog een halfuur te spelen kwam hij in de ploeg voor Rayan Buifrahi. Op 6 december, tegen Vitesse, maakte Esajas zijn eerste doelpunt (2-2). Esajas kwam in het seizoen 2024/25 vrijwel in alle wedstrijden in actie voor MVV.

## Statistieken
| Seizoen | Club             | Competitie     | Competitie | Competitie | Beker | Beker | Overig | Overig | Totaal | Totaal |
| Seizoen | Club             | Competitie     | Wed.       | Dlp.       | Wed.  | Dlp.  | Wed.   | Dlp.   | Wed.   | Dlp.   |
| ------- | ---------------- | -------------- | ---------- | ---------- | ----- | ----- | ------ | ------ | ------ | ------ |
| 2023/24 | ADO Den Haag     | Eerste divisie | 4          | 0          | 0     | 0     | 0      | 0      | 4      | 0      |
| 2024/25 | → MVV Maastricht | Eerste divisie | 33         | 1          | 2     | 0     | 0      | 0      | 35     | 1      |
| Totaal  | Totaal           | Totaal         | 37         | 1          | 2     | 0     | 0      | 0      | 39     | 1      |

Bijgewerkt op 12 mei 2025.